# Dawinkopf
Dawinkopf – szczyt w Alpach Lechtalskich, części Północnych Alp Wapiennych. Leży w Austrii w kraju związkowym Tyrol. Szczyt można zdobyć ze schronisk Augsburger Hütte (2289 m) lub  Ansbacher Hütte (2367 m).
Pierwszego wejścia w 1885 r. dokonali Reich i Strauss.